# Praia da Calheta
Praia da Calheta
A Praia da Calheta é uma praia situada na freguesia da Calheta, na ilha da Madeira, em Portugal, com 100 metros de extensão. É frequentemente procurada por praticantes de canoagem e windsurf.

## História
A Calheta foi a primeira praia na Madeira a importar areia, de Marrocos, tendo sido inaugurada em 2004 e contando com dois quebra-mares em talude como forma de protecção.
Em Abril de 2008, após um temporal que se abateu sobre a Madeira e que levou muita da areia amarela, foi feita nova encomenda de 2,8 mil toneladas de areia, oriunda de Marrocos, para repor parte dos 40 mil metros cúbicos.

### A polémica
No entanto, estas importações de areia têm sido motivo de grande controvérsia, visto que a areia foi retirada do Sara Ocidental, um Território Não Autónomo que está em grande parte sob ocupação de Marrocos desde 1975. Estas importações são consideradas  uma violação do direito internacional, uma vez que é necessário obter o consentimento do povo do território para a exploração dos recursos do território.
As autoridades da Madeira têm desprezado a consulta do povo sarauí sobre a compra de areia, tendo optado, em vez disso, por se envolverem no negócio com Marrocos. As últimas expedições confirmadas de areia proveniente do Sara Ocidental ocupado ocorreram em 2010.